# Zorro, the Gay Blade
Zorro, the Gay Blade is een Amerikaanse film uit 1981, gebaseerd op het personage Zorro. De film werd geregisseerd door Peter Medak. De film vertoont George Hamilton in een dubbelrol. Hij speelt zowel Don Diego de la Vega (Zorro) als diens homoseksuele tweelingbroer Ramon.

## Verhaal
De film begint in Madrid, Spanje, waar Don Diego als een stereotiepe Don Juan in bed ligt met een vrouw. Ze worden betrapt door Garcia, de echtgenoot van de vrouw. Terwijl Diego Garcia en zijn vijf broers bevecht, leest Diego’s doofstomme handlanger Paco een brief voor (via gebarentaal). De brief is afkomstig van Diego’s vader, Don Alejandro, die zijn zoon verzoekt meteen terug te komen naar Californië. Diego en Paco kunnen ontkomen en arriveren enige tijd later in Los Angeles.
In Los Angeles wordt het duo opgewacht door Diego's jeugdvriend Esteban, die inmiddels kapitein is van het lokale garnizoen. Esteban blijkt te zijn getrouwd met Florinda, een vrouw op wie zowel Diego als Esteban een oogje hadden voordat Diego naar Spanje vertrok. Esteban heeft slecht nieuws voor Diego: Don Alejandro is omgekomen bij een ongeluk toen zijn paard schrok van een schildpad. Esteban heeft tot Diego’s terugkeer Don Alejandro’s plaats ingenomen als leider van de landheren.
Bij een ontmoeting met de landheren wordt Esteban definitief gekozen als nieuwe alcalde via een overduidelijk gesaboteerde verkiezing. Hij wordt halverwege zijn overwinningsspeach onderbroken door Charlotte Taylor-Wilson, een rijke politische activiste uit Boston. Zij en Diego maken kennis met elkaar en ondanks hun politieke verschillen voelen ze zich meteen tot elkaar aangetrokken.
Diego ontvangt een uitnodiging voor een gemaskerd bal dat Esteban organiseert ter viering van zijn benoeming tot Alcalde. Tevens ontvangt Diego de erfenis die zijn vader hem heeft nagelaten. Bij deze erfenis zitten de cape, hoed en het zwaard van Zorro. Diego beseft dat zijn vader Zorro was, en besluit het Zorro-kostuum te gebruiken voor het bal. Op weg naar het bal ziet Diego hoe een boer wordt beroofd door een crimineel. Hij achtervolgt de vluchtende misdadiger en geeft het geld terug aan de boer. Hij laat de boer iedereen vertellen dat Zorro is teruggekeerd.
Op het bal danst Diego (als Zorro) met Florinda terwijl de oude boer iedereen vertelt over Zorro’s terugkeer. De rover was in werkelijkheid Velasquez, de lokale belastingontvanger, die de diefstal van het belastinggeld meteen meldt aan Esteban. Hij herkent Diego/Zorro als de “dief”, en een duel breekt los. Diego kan ontkomen, maar verwondt zijn voet bij zijn vlucht. Esteban en Valesquez besluiten deze verwonding te gebruiken om Diego op te sporen. Esteban zoekt Diego op, maar die slaagt erin Esteban ervan te overtuigen dat er niets mis is met zijn voet, en dat hij dus onmogelijk Zorro kan zijn.
Esteban begint als Alcalde al snel met het onderdrukken van de bevolking. Ook verhoogt hij de belastingen. Diego kan nog altijd niets uithalen omdat hij nog gewond is. Daarom gaat hij te rade bij zijn identieke tweelingbroer Ramon, die lid is van de Britse marine onder het pseudoniem Bunny Wigglesworth. Diego brengt Ramon op de hoogte van de gebeurtenissen, en Ramon besluit Diego’s plaats in te nemen tot Diego volledig genezen is. Ramon heeft echter zijn eigen ideeën over Zorro. Zo gebruikt hij een zweep in plaats van een zwaard, en draagt een veel kleurrijker kostuum. Als Zorro bevecht Ramon Esteban.
Esteban komt met een plan om Zorro naar het huis van de Alcalde te lokken door nog een bal te geven. Diego doorziet het plan, en haalt alle landheren over om verkleed als Zorro naar het bal te gaan. Om de verwarring nog wat te vergroten verschijnt ook Ramon verkleed als een vrouw genaamd 'Margarita' Wigglesworth (zogenaamd Diego’s nichtje uit Santa Barbara. Esteban is meteen onder de indruk van Margarita. Ramon maakt van de gelegenheid gebruik om Florinda’s dure ketting te stelen.
Als laatste poging om Zorro te vangen laat Esteban Charlotte arresteren en haar ter dood veroordelen. Diego geeft zich over om Charlotte te redden, en wordt nu zelf ter dood veroordeeld. Enkele seconden voor hij kan worden neergeschoten, duikt Ramon op om zijn broer te helpen. Hij overtuigt de dorpelingen om in opstand te komen tegen Esteban. Zelfs Estebans eigen soldaten sluiten zich aan bij de opstand, en al snel wordt hij verslagen.
Diego en Charlotte maken aan het eind van de film plannen voor hun huwelijk.

## Rolverdeling
| Acteur          | Personage                                                                      |
| --------------- | ------------------------------------------------------------------------------ |
| George Hamilton | Don Diego Vega alias Zorro / Ramon Vega/Bunny Wigglesworth alias the Gay Blade |
| Lauren Hutton   | Charlotte Taylor Wilson                                                        |
| Brenda Vaccaro  | Florinda                                                                       |
| Ron Leibman     | Kapitein Esteban                                                               |
| Donovan Scott   | Paco                                                                           |
| James Booth     | Velasquez                                                                      |
| Helen Burns     | Consuelo                                                                       |
| Clive Revill    | Garcia                                                                         |
| Carolyn Seymour | Dolores                                                                        |
| Eduardo Noriega | Don Francisco van San Jose                                                     |

## Prijzen en nominaties
In 1982 werd Zorro, the Gay Blade genomineerd voor twee prijzen, maar won deze niet:
- De Golden Globe voor “Best Motion Picture Actor - Comedy/Musical”
- De Golden Raspberry Award voor “slechtste muziek”.